# Nannie Louise Wright
Nannie Louise Wright, née le 30 juin 1879 et morte le 16 mars 1958, est une compositrice, pianiste et pédagogue américaine.

## Enfance et études
Wright nait le 30 juin 1879 à Fayette, Missouri. Elle est l'une des cinq enfants du Dr Uriel Sebree Wright et de Carrie Shafroth Wright.
À l'âge de cinq ans Nannie commence à prendre des cours de piano auprès de sa mère. À l'âge de dix ans ses compétences en piano sont suffisamment avancées pour qu'au décès de sa mère elle puisse la remplacer comme organiste à la première église baptiste de Fayette.
Elle est diplômée du Howard–Payne Junior College (en) de Fayette et de la Columbia School of Music de Chicago, Illinois. Wright a étudié le piano avec Mary Wood Chase à Chicago et avec Josef Lhévinne à Berlin.

## Carrière
Après avoir obtenu ses diplômes Wright retourne au Howard-Payne College pour enseigner. Elle remplacer finalement Marion Eloise Lasher comme directrice de la musique instrumentale en 1909. À ce poste le département de musique de Howard-Payne s’élargit pour inclure davantage de cours d'histoire de la musique, de théorie et de violon. Wright continue à travailler lors de la fusion du Howard-Payne College avec le Central College, plus tard nommé Central Methodist University (en), moment où elle devient la première doyenne du Swinney Conservatory.
Elle a été présidente de l'Association des professeurs de musique de l'État du Missouri.

## Œuvres

### Orchestrales
- Concerto pour piano, opus 42 (également arrangé pour deux pianos)[3]

### Pour piano
- Acrobatic Stunts (1949)[4]
- Air de Ballet[5]
- American Indian Sketches, opus 63 (1921)[6]
- A Spanish Serenade (1929)
- At Evening, opus 38[7]
- Autumn, Winter, Spring[3]
- The Banjo, opus 74, no 4 (1920)
- Banjo Picker[8]
- Bee and the Clover
- Bell
- Bells Across the Valley (1953)[9]
- Birds, opus 36, no 3
- Circus Parade, opus 30, no 1
- Concert Study in C Major (1924)[6]
- Dance of the Brownies, opus 98, no 2
- Glory to God (1953)[9]
- Grandmother's Minuet, opus 98, no 1
- Happy and Gay (1949)[4]
- Hop, Skip and Play (1953)[9]
- Humoresque
- Ice Skating (1949)[4]
- In Springtime, opus 36[7]
- Jaunty Ride (1949)[4]
- Juggler
- March, opus 22
- March of the Boy Scouts, opus 74, no 1
- Melody in e minor (1949)[4]
- Miniature Etudes, opus 71
- Night Song
- Orchard Swing (1942)[6]
- Pieces, opus 24
- Plantation Dance, opus 98, no 3
- Prelude in C Major (1929)
- Prelude in Eb Major (1930)
- Roller Coaster (1953)[9]
- Rondo, opus 4, no 1
- Scarf Dance[7]
- Scherzo (1953)[9]
- Serenade, opus 14
- Seven Melodious Pieces[10]
- Six Little Pieces, opus 24[7]
- The Band, op. 20, no 1 (1924)
- The Butterfly: from Springtime (1919)
- Thoughts at Twilight (1949)[4]
- Twelve Etudes for the pianoforte (1915)
- Twelve Preludes, opus 25 (1915)[10]
- Valse Poetique (1953)[9]
- Veil Dance[10]
- Venetian Serenade
- Waltz[10]

## Ouvrages
Ceci est une liste de livres de méthodes, d'instructions et d'études connus écrits par Wright.
- In Toyland: Six Short Teaching Pieces for the Piano (1918)
- Pieces for the Development of Technique (1935)
- Studies for Melody and Phrasing: For the Piano, opus 90 (1921)
- The Music Scrap Book: A Kindergarten Method for Piano Beginners  (1925)
- The Very First Pieces Played on Keyboard (1927)